# 대한민국에서 개발된 신약
대한민국에서 개발된 신약은 대한민국에서 개발된 신물질 의약품에 대한 목록이다.

## 신약 목록
| 회사명                    | 상품명         | 성분명                           | 효능 효과                                   | MFDS 허가일      | 유형                                | 단계      |
| ------------------------- | -------------- | -------------------------------- | ------------------------------------------- | ---------------- | ----------------------------------- | --------- |
| 에스케이케미칼            | 선플라주       | 헵타플라틴                       | 위암                                        | 1999년 9월 17일  | 백금착 화합물                       | 시판      |
| 셀론텍                    | 콘드론         | 자기유래연골세포                 | 무릎관절 연골 치료제                        | 2001년 1월 30일  | 생명공학 신약                       | 시판      |
| 대웅제약                  | 이지에프외용액 | 재조합인간상피세포성장인자       | 당뇨성 족부궤양                             | 2001년 5월 30일  | 상피세포성장인자                    | 시판      |
| 동화약품                  | 밀리칸주       | 키토산, 질산홀뮴                 | 간세포암                                    | 2001년 7월 6일   | 방사선의약품                        | 시판      |
| 중외제약                  | 큐록신정       | 발로플록사신                     | 단순성요로감염증, 골반내 감염증, 자궁경관염 | 2001년 12월 17일 | 퀴놀론계항균제                      | 시판      |
| LG생명과학                | 팩티브정       | 메탄설폰산제미플록사신           | 폐렴, 부비동염, 중이염                      | 2002년 12월 27일 | 퀴놀론계항균제                      | 시판      |
| 구주제약                  | 아피톡신주     | 건조밀봉독                       | 관절염                                      | 2003년 5월 3일   | 건조밀봉독                          | 시판      |
| 종근당                    | 캄토벨주       | 벨로테칸                         | 난소암, 소세포폐암                          | 2003년 10월 22일 | 항악성종양제                        | 시판      |
| CJ제일제당(현 CJ헬스케어) | 슈도박신주     | 건조정제슈도모나스백신           | 녹농균 감염                                 | 2003년 5월 28일  | 백신류                              | 허가 취소 |
| 유한양행                  | 레바넥스정     | 레바프라잔                       | 항궤양제                                    | 2005년 9월 15일  | 양성자 펌프 억제제(PPI)             | 시판      |
| 동아제약                  | 자이데나정     | 유데나필                         | 발기부전치료제                              | 2005년 11월 29일 | PDE5 억제제                         | 시판      |
| 부광약품                  | 레보비르캡슐   | 클레부딘                         | B형간염치료제                               | 2006년 11월 13일 | HBV DNA 억제                        |           |
| 대원제약                  | 펠루비정       | 펠루비프로펜                     | 골관절염치료제                              | 2007년 4월 20일  | 비스테로이드 항염증제(NSAIDs)       | 시판      |
| 에스케이케미칼            | 엠빅스정       | 염산미로데나필                   | 발기부전치료제                              | 2007년 7월 18일  | PDE5 억제제                         | 시판      |
| 일양약품                  | 놀텍정         | 일라프라졸                       | 항궤양제                                    | 2008년 10월 28일 | 양성자 펌프 억제제(PPI)             | 시판      |
| 보령제약                  | 카나브정       | 피마살탄칼륨삼수화물             | 고혈압치료제                                | 2010년 9월 9일   | 안지오텐신 II 수용체 차단제         | 시판      |
| 신풍제약                  | 피라맥스정     | 피로나리딘인산염, 아르테수네이트 | 말라리아치료제                              | 2011년 8월 17일  | 항 Plasmodium falciparum, P.vivax   | 시판      |
| 제이더블유중외제약        | 제피드정       | 아바나필                         | 발기부전치료제                              | 2011년 8월 17일  | PDE5 억제제                         | 시판      |
| 일양약품                  | 슈펙트캡슐     | 라도티닙염산염                   | 백혈병치료제                                | 2012년 1월 5일   | Bcr-Abl 티로신 키나아제, PDGFR 억제 | 시판      |
| LG생명과학                | 제미글로정     | 제미글립틴타르타르산염1.5수화물  | 당뇨치료제                                  | 2012년 1월 5일   | 라도티닙                            | 시판      |
| 종근당                    | 듀비에정       | 로베글리타존황산염               | 당뇨병 치료제                               | 2013년 7월 4일   | TZD inhibiter                       | 시판      |
| 카엘젬백스                | 리아백스주     | 테르토모타이드염산염             | 췌장암                                      | 2014년 9월 15일  | 면역 항암제                         | 허가      |

CJ헬스케어의 백신주사 슈도박신주사는 슈도박신주사는 세계 최초의 녹농균 예방백신으로 국내 업체가 독자적인 기술로 자체 개발한 일곱 번째 신약이기도 하다.
SK 케미칼의 위암 항암제 선플라주는 "한국산 신약 1호"임에도 불구하고, 사실상 실패한 신약으로 인식되고 있다.
LG 생명과학의 팩티브는 미국 식품의약국(FDA)에서 판매 승인을 받은 최초의 한국산 신약이다.